# Fun Fun
Le Fun Fun sono state un duo musicale di ragazze (Antonella Pepe e Ivana Spagna, alternate a Francesca Merola, Roberta Servelli ed Elena Trastulli), appartenente al fenomeno Italo disco attive negli anni ottanta. Ivana Spagna lasciò  il gruppo dopo la pubblicazione del primo LP, Have Fun!
Pubblicarono 12 singoli e due album LP per le etichette X-Energy Records e TanDan Records.
Il primo singolo Happy Station è arrivato in prima posizione nella Fiandre in Belgio per due settimane ed in Sud Africa ed in ottava posizione nei Paesi Bassi.
Il secondo singolo Colour My Love è arrivato in sesta posizione in Svezia, in quinta in Sud Africa ed in ottava nelle Fiandre.
Il terzo singolo Give Me Your Love è arrivato in decima posizione in Svizzera.
Il singolo del 1987 Mega Hit Mix è arrivato in quarta posizione nei Paesi Bassi ed in settima nelle Fiandre.

## Discografia

### Album
- 1984 – Have Fun! (X-Energy Records)
- 1987 – Double Fun (X-Energy Records)

### Raccolte
- 1994 – Greatest Fun - The Best of (Red Bullet Records / High Fashion Music)

### Singoli
- 1983 – Happy Station
- 1984 – Colour My Love
- 1984 – Give Me Your Love
- 1985 – Living In Japan
- 1985 – Sing Another Song
- 1985 – Tell Me
- 1986 – Baila Bolero
- 1987 – Gimme Some Lovin'
- 1987 – Could This Be Love
- 1987 – Mega Hit Mix
- 1989 – Give Me Love
- 1994 – I'm Needin' You